# Tasakosegér-formák
A tasakosegér-formák (Heteromyinae) az emlősök (Mammalia) osztályának rágcsálók (Rodentia) rendjébe, ezen belül a tasakosegér-félék (Heteromyidae) családjába tartozó alcsalád.
Az alcsaládba 16 élő faj tartozik.

## Rendszerezés
Az alcsaládba 1 élő nem és 2 fosszilis nem tartozik:
- Heteromys Desmarest, 1817 – 16 faj; típusnem
- †Diprionomys Kellogg, 1910 - 3 faj
- †Metaliomys Korth & De Blieux, 2010 - 1 faj